# Hassan Abyan
L'Hassan Abyan (in arabo شعب حضرموت)  è una società calcistica yemenita con sede ad Abyan.
Gioca nel campionato nazionale, dove giunse seconda nella stagione 2007. Lo sede dove disputa le partite casalinghe è lo Stadio Al-Shohada'a.